# Bryant Young
Pour les articles homonymes, voir Young.
Pro Football Hall of Fame 2022
(en) Statistiques sur pro-football-reference
Bryant Young (né le 27 janvier 1972 à Chicago Heights dans l'État d'Illinois aux États-Unis) est un joueur américain de football américain qui évoluait au poste de defensive tackle. Il est actuellement l'entraîneur de la ligue défensive des Falcons d'Atlanta dans la National Football League (NFL).
Après avoir joué pour le Fighting Irish de Notre Dame au niveau universitaire, il est choisi en septième position par les 49ers de San Francisco lors de la draft 1994 de la NFL. 
Il passe l'entièreté de sa carrière NFL avec les 49ers, qui dure 14 saisons, où il réussit 89,5 sacks et 510 plaqués. Il a été sélectionné quatre fois pour le Pro Bowl et a aidé son équipe à remporter le Super Bowl XXIX lors de sa saison comme débutant. Il est élu dans l'équipe NFL de la décennie 1990.
Après sa carrière de joueur, il retourne avec Notre Dame en 2009 où il occupe un poste de graduate assistant (en). L'année suivante, il rejoint l'équipe universitaire des Spartans de San Jose State comme entraîneur de la ligue défensive. En 2011, il change une fois de plus d'équipe pour être avec les Gators de la Floride, avec le même poste qu'il avait à San Jose State. Il quitte les Gators après deux saisons afin de consacrer plus de temps avec sa famille. En 2017, il retourne dans le football américain en rejoignant les Falcons d'Atlanta comme entraîneur de la ligue défensive.